# フェントレス郡 (テネシー州)
フェントレス郡（英: Fentress County）は、アメリカ合衆国テネシー州の北部に位置する郡である。2010年国勢調査での人口は17,959人であり、2000年の16,625人から8.0%増加した。郡庁所在地はジェイムズタウン市（人口1,959人）であり、同郡で人口最大の都市でもある。

## 歴史
フェントレス郡は1823年に、モーガン郡、オーバートン郡、ホワイト郡のそれぞれ一部を合わせて設立された。郡名は州議会議長、モンゴメリー郡委員会議長、および西テネシーのヘイウッド郡、キャロル郡、ギブソン郡、ウィークリー郡で各郡政委員を務めたジェイムズ・フェントレスに因んで名付けられた。
郡内には幾つか硝石鉱山があった。硝石は弾薬の主成分であり、洞穴の土を濾して得られる。最大の鉱山はヨーク洞窟であり、ウルフリバー郵便局の近くにある。一時期はこの洞穴で25機の大型濾過樽が操業されていた。バーに拠れば、この洞穴は南北戦争中に採掘されていた。ジェイムズタウンに近いバッファロー洞窟も12機の濾過樽が操業された鉱山だった。ビッグインディアン・クリーク・バレーにあるマンソン・ソルトピーター洞窟は小型であり4機の濾過樽が操業されていた。これら洞穴の幾らかあるいは全てが米英戦争のときに採掘された可能性があり、この時期に硝石の採掘がケンタッキー州とテネシー州に広まった。
第一次世界大戦のムーズ・アルゴンヌ攻撃で英雄となったアルヴィン・ヨーク（1887年-1964年）は、フェントレス郡で生まれ育った。1924年にはジェイムズタウンにアルビン・C・ヨーク農業研究所を設立した。

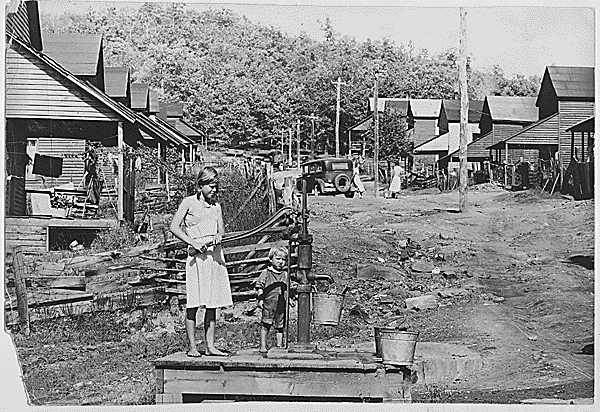
1942年のフェントレス郡ワイルダーで唯一の水源である手押しポンプで水を汲む女性

郡の個別法2005年第27章により、郡長（County Mayor）を"County Executive" と呼ぶことになった。州法は"County Executive" を"County Mayor" に変更した。フェントレス郡は州議会に"County Executive" に戻すよう要請した。
当時は個別法でそのような名称変更を認める条項があった。この条項は停止され、一般法では"County Executive" に指定する個別法を認めていない。しかし、法はそのような変更が残存することも認めている。第27章は2005年4月19日に成立し、2005年5月17日にフェントレス郡郡政委員会に採用されることを州務長官が認証していた。

## 地理
アメリカ合衆国国勢調査局に拠れば、郡域全面積は499平方マイル (1,292.4 km2)であり、このうち陸地499平方マイル (1,292.4 km2)、水域は0.4平方マイル (1.0 km2)で水域率は0.07%である。
郡内にはデール・ホロー貯水池があり、オベイ川とカンバーランド川に放流している。

### 隣接する郡
- ピケット郡 - 北
- スコット郡 - 東
- モーガン郡 - 南東
- カンバーランド郡 - 南
- オーバートン郡 - 西
- パットナム郡 - 南西

### 国立保護地域
- ビッグサウスフォーク国立河川レクリエーション地域(部分）

## 人口動態

人口ピラミッド

以下は2000年の国勢調査による人口統計データである。
| 基礎データ - 人口: 16,625人 - 世帯数: 6,693 世帯 - 家族数: 4,818 家族 - 人口密度: 13人/km2（33人/mi2） - 住居数: 7,598軒 - 住居密度: 6軒/km2（15軒/mi2） 人種別人口構成 - 白人: 98.01% - アフリカン・アメリカン: 0.25% - ネイティブ・アメリカン: 0.29% - アジア人: 0.43% - 太平洋諸島系: 0.03% - その他の人種: 0.28% - 混血: 0.72% - ヒスパニック・ラテン系: 0.82% | 年齢別人口構成 - 18歳未満: 24.2% - 18-24歳: 8.0% - 25-44歳: 28.1% - 45-64歳: 26.1% - 65歳以上: 13.7% - 年齢の中央値: 38歳 - 性比（女性100人あたり男性の人口） - 総人口: 96.2 - 18歳以上: 93.1 世帯と家族（対世帯数） - 18歳未満の子供がいる: 31.6% - 結婚・同居している夫婦: 57.3% - 未婚・離婚・死別女性が世帯主: 11.3% - 非家族世帯: 28.0% - 単身世帯: 25.5% - 65歳以上の老人1人暮らし: 11.1% - 平均構成人数 - 世帯: 2.46人 - 家族: 2.94人 | 収入と家計 - 収入の中央値 - 世帯: 23,238米ドル - 家族: 28,856米ドル - 性別 - 男性: 23,606米ドル - 女性: 18,729米ドル - 人口1人あたり収入: 12,999米ドル - 貧困線以下 - 対人口: 23.1% - 対家族数: 19.5% - 18歳未満: 27.8% - 65歳以上: 20.5% |

## 都市と町

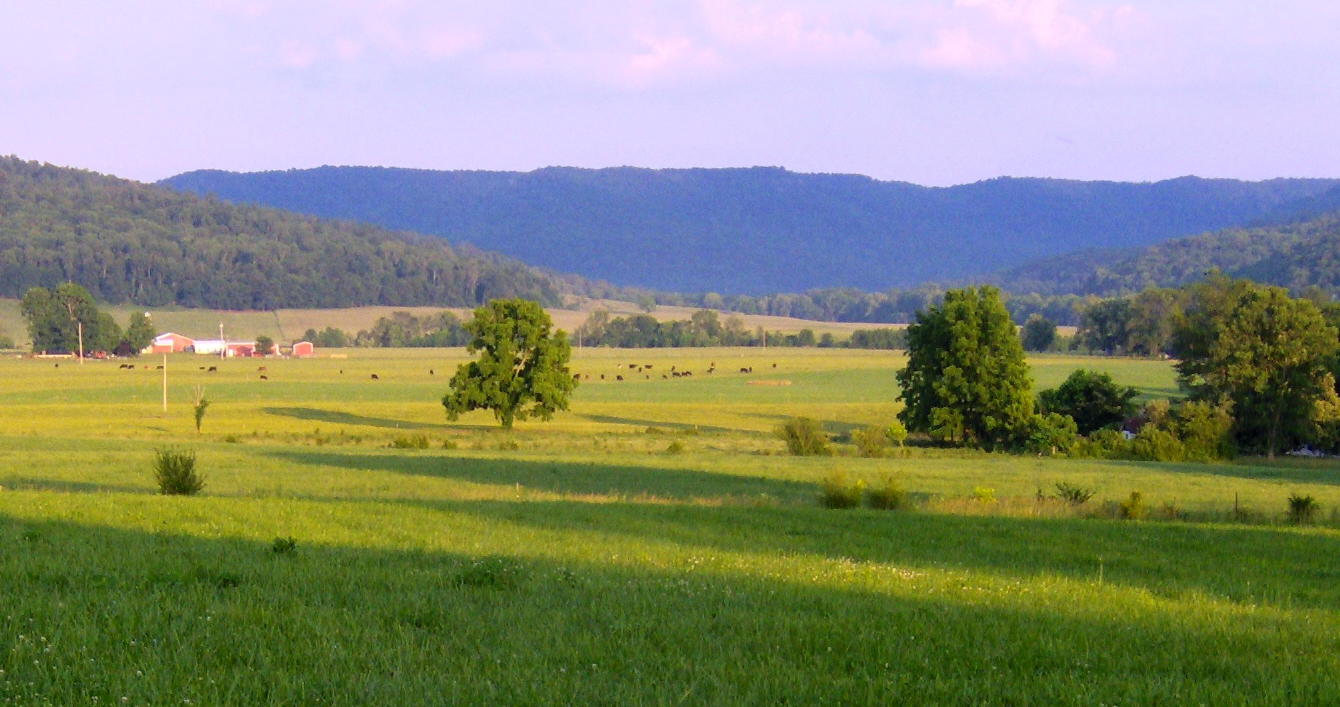
ポールモール近くのスリーフォークの谷、円形はカンバーランド高原

### 都市
- アラート
- ジェイムズタウン - 郡庁所在地

### 未編入の町
| - アーマスウェイト - バナースプリングス - ボートランド - クラークレンジ | - フォーブス - グリムズリー - リトルクラブ - マウントヘレン | - ポールモール - シャーリー - ティンチタウン - ワイルダー |